# Englesqueville-la-Percée
Pour les articles homonymes, voir Englesqueville.
Englesqueville-la-Percée est une commune française, située dans le département du Calvados en région Normandie, peuplée de 93 habitants.

## Géographie
Englesqueville-la-Percée est située dans le pays du Bessin, à vingt-deux kilomètres de Bayeux. Le village doit son nom au raz de la Percée, sur le littoral de la mer de la Manche. Il est inclus dans le parc naturel régional des Marais du Cotentin et du Bessin.

### Hydrographie
La commune est située dans le bassin Seine-Normandie. Elle est drainée par le Véret, le ruisseau des Viennes, le cours d'eau 02 de la commune d'Englesqueville la Percée, le ruisseau du Fontaine du Beau, le canal 01 de la Maresquerie, le canal 01 de Saint-Gerbold et un autre petit cours d'eau,.
Le Véret, d'une longueur de 13 km, prend sa source dans la commune de Formigny La Bataille et se jette  dans la baie de Seine à Grandcamp-Maisy, après avoir traversé six communes. 

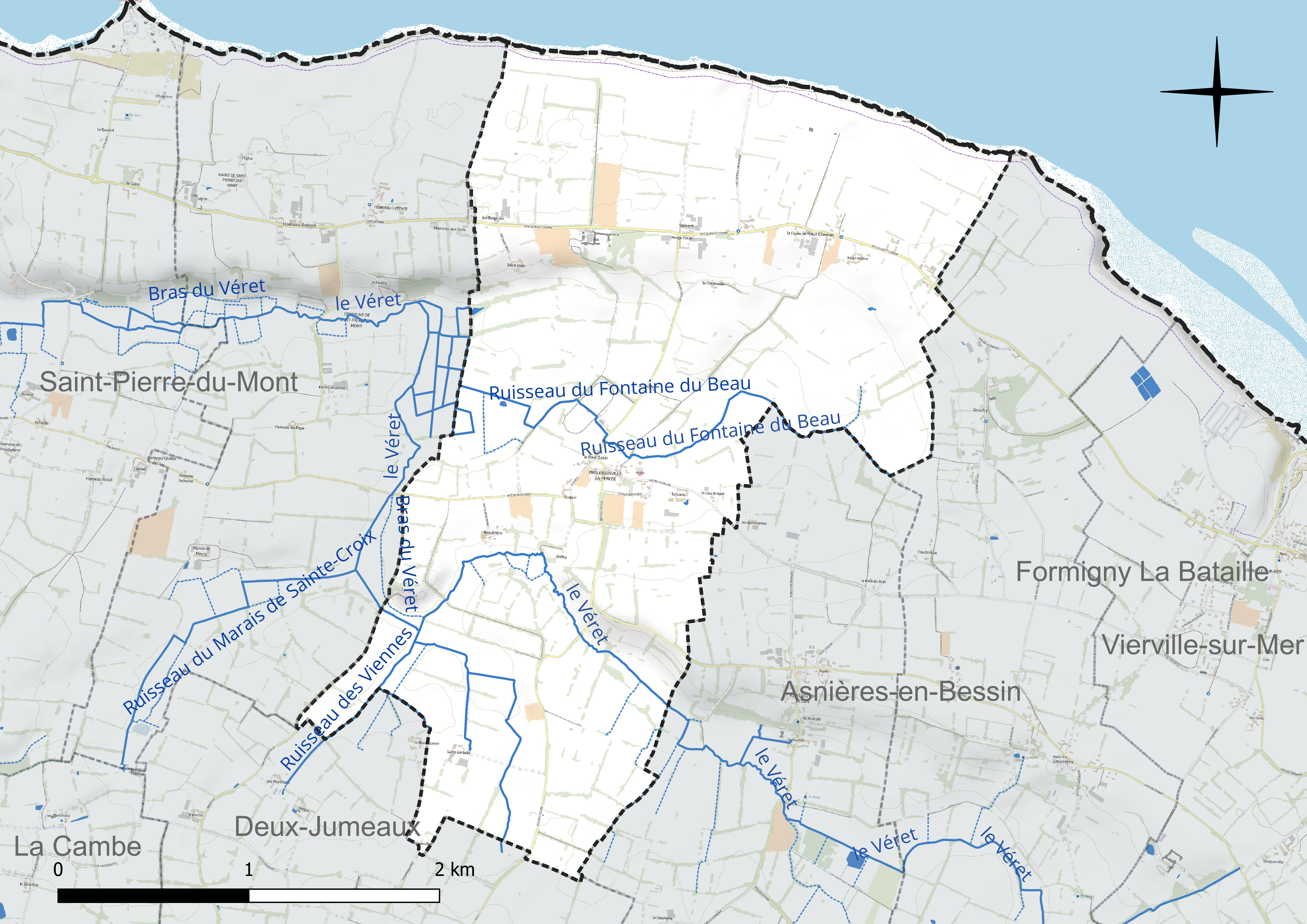
Réseau hydrographique d'Englesqueville-la-Percée.

### Climat
Pour des articles plus généraux, voir Climat de la Normandie et Climat du Calvados.
En 2010, le climat de la commune est de type climat océanique franc, selon une étude du CNRS s'appuyant sur une série de données couvrant la période 1971-2000. En 2020, Météo-France publie une typologie des climats de la France métropolitaine dans laquelle la commune est exposée à un climat océanique et est dans la région climatique  Normandie (Cotentin, Orne), caractérisée par une pluviométrie relativement élevée (850 mm/a) et un été frais (15,5 °C) et venté. Parallèlement le GIEC normand, un groupe régional d'experts sur le climat, différencie quant à lui, dans une étude de 2020, trois grands types de climats pour la région Normandie, nuancés à une échelle plus fine par les facteurs géographiques locaux. La commune est, selon ce zonage, exposée à un « climat maritime », correspondant au Cotentin et à l'ouest du département de la Manche, frais, humide et pluvieux, où les contrastes pluviométrique et thermique sont parfois très prononcés en quelques kilomètres quand le relief est marqué.
Pour la période 1971-2000, la température annuelle moyenne est de 11 °C, avec une amplitude thermique annuelle de 10,8 °C. Le cumul annuel moyen de précipitations est de 837 mm, avec 13,2 jours de précipitations en janvier et 8 jours en juillet. Pour la période 1991-2020, la température moyenne annuelle observée sur la station météorologique la plus proche, située sur la commune de Balleroy-sur-Drôme à 23 km à vol d'oiseau, est de 11,2 °C et le cumul annuel moyen de précipitations est de 924,3 mm,. Pour l'avenir, les paramètres climatiques de la commune estimés pour 2050 selon différents scénarios d'émission de gaz à effet de serre sont consultables sur un site dédié publié par Météo-France en novembre 2022.

## Urbanisme

### Typologie
Au 1er janvier 2024, Englesqueville-la-Percée est catégorisée commune rurale à habitat très dispersé, selon la nouvelle grille communale de densité à 7 niveaux définie par l'Insee en 2022.
Elle est située hors unité urbaine et hors attraction des villes,.
La commune, bordée par la baie de Seine, est également une commune littorale au sens de la loi du 3 janvier 1986, dite loi littoral. Des dispositions spécifiques d'urbanisme s'y appliquent dès lors afin de préserver les espaces naturels, les sites, les paysages et l'équilibre écologique du littoral, comme le principe d'inconstructibilité, en dehors des espaces urbanisés, sur la bande littorale des 100 mètres, ou plus si le plan local d'urbanisme le prévoit.

### Occupation des sols

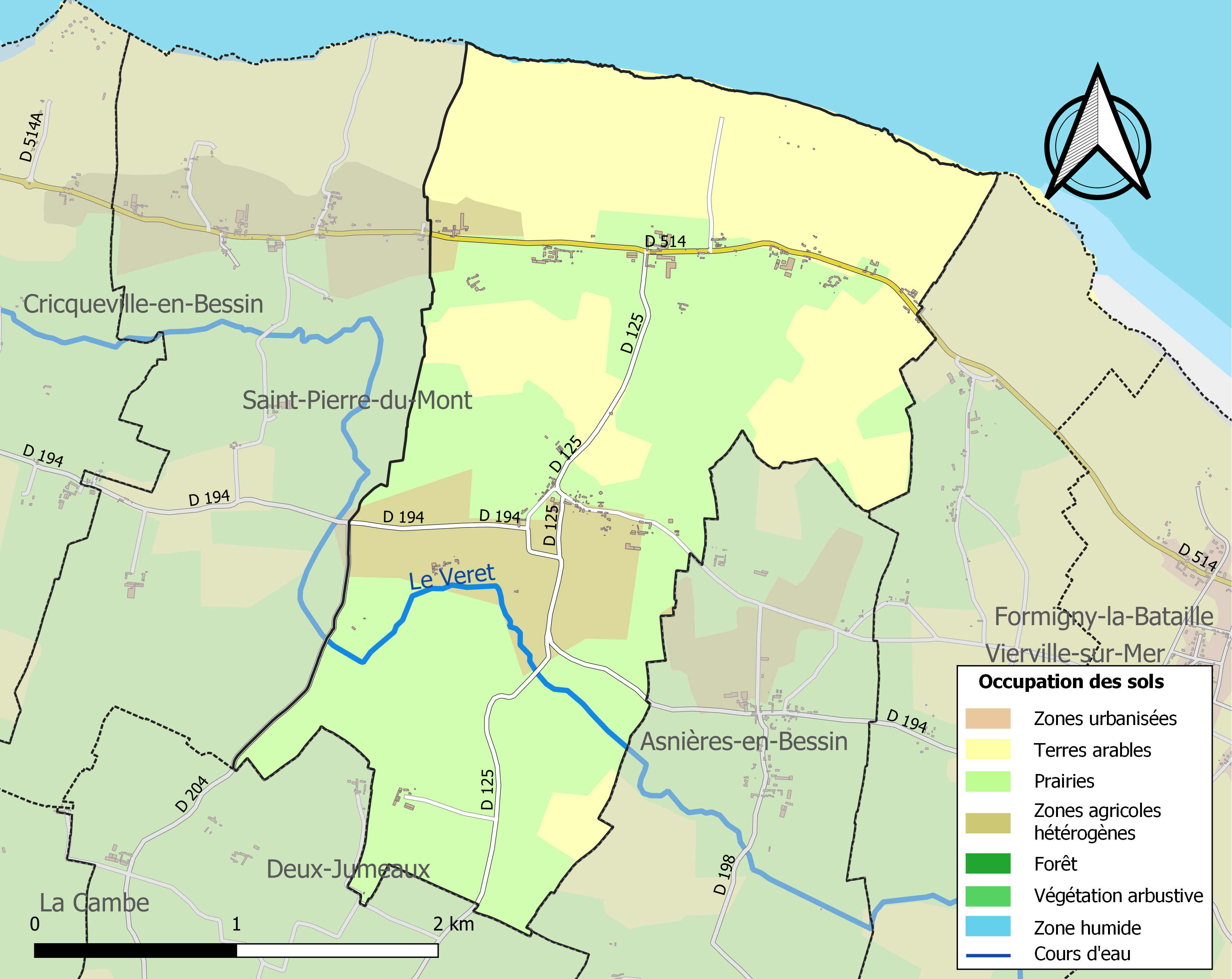
Carte des infrastructures et de l'occupation des sols de la commune en 2018 (CLC).

L'occupation des sols de la commune, telle qu'elle ressort de la base de données européenne d'occupation biophysique des sols Corine Land Cover (CLC), est marquée par l'importance des territoires agricoles (99,9 % en 2018), une proportion identique à celle de 1990 (99,9 %).
La répartition détaillée en 2018 est la suivante : prairies (50,3 %), terres arables (38,3 %), zones agricoles hétérogènes (11,3 %), eaux maritimes (0,1 %).
L'évolution de l'occupation des sols de la commune et de ses infrastructures peut être observée sur les différentes représentations cartographiques du territoire : la carte de Cassini (XVIIIe siècle), la carte d'état-major (1820-1866) et les cartes ou photos aériennes de l'IGN pour la période actuelle (1950 à aujourd'hui).

## Toponymie
Le nom de la localité est attesté sous la forme Englescavilla en 1082.
Pour la signification de ce toponyme, voir Anglesqueville-la-Bras-Long (Seine-Maritime).
La Percée a pour origine le nom du lieu-dit « la Pointe de la Percée » qui doit son nom au « raz de la Percée », sur le littoral de la mer de la Manche.

## Histoire

### Protohistoire
Une présence gallo-romaine a été décelée près du château féodal.

### Temps modernes
En 1632, il est fait mention d'un dénommé Jean, titré de comte de Choisy, seigneur de Beaumont-le-Richard et de Balleroy.

### Époque contemporaine
La commune est libérée le 8 juin 1944 par les soldats américains débarqués à Omaha Beach à quelques kilomètres. Un aérodrome militaire construit par les soldats du génie a été opérationnel du 17 juin au 24 août 1944.

## Politique et administration
| Période                                  | Période         | Identité            | Étiquette | Qualité                                    |
| ---------------------------------------- | --------------- | ------------------- | --------- | ------------------------------------------ |
| (avant 1995)                             | mars 2001       | Henri Lepelletier   | DVD       |                                            |
| mars 2001                                | 2012            | Nicole d'Hérouville | SE        | Rédactrice                                 |
| 2012                                     | juillet 2020    | Christelle André    | SE        | Éleveuse de chevaux                        |
| 4 juillet 2020                           | 15 juillet 2020 | Virginie Marion     | SE        | Conjointe collaboratrice de patron pêcheur |
| octobre 2020                             | En cours        | Dominique Legrand   | SE        | Agriculteur                                |
| Les données manquantes sont à compléter. |                 |                     |           |                                            |

## Population et société
Les habitants de la commune sont appelés les Englesquevillais.

### Démographie
L'évolution du nombre d'habitants est connue à travers les recensements de la population effectués dans la commune depuis 1793. Pour les communes de moins de 10 000 habitants, une enquête de recensement portant sur toute la population est réalisée tous les cinq ans, les populations de référence des années intermédiaires étant quant à elles estimées par interpolation ou extrapolation. Pour la commune, le premier recensement exhaustif entrant dans le cadre du nouveau dispositif a été réalisé en 2006.
En 2022, la commune comptait 93 habitants, en évolution de −7,92 % par rapport à 2016 (Calvados : +1,58 %, France hors Mayotte : +2,11 %).
| 1793 | 1800 | 1806 | 1821 | 1831 | 1836 | 1841 | 1846 | 1851 |
| ---- | ---- | ---- | ---- | ---- | ---- | ---- | ---- | ---- |
| 496  | 494  | 466  | 472  | 460  | 441  | 428  | 461  | 442  |

| 1856 | 1861 | 1866 | 1872 | 1876 | 1881 | 1886 | 1891 | 1896 |
| ---- | ---- | ---- | ---- | ---- | ---- | ---- | ---- | ---- |
| 384  | 389  | 431  | 429  | 396  | 414  | 394  | 355  | 326  |

| 1901 | 1906 | 1911 | 1921 | 1926 | 1931 | 1936 | 1946 | 1954 |
| ---- | ---- | ---- | ---- | ---- | ---- | ---- | ---- | ---- |
| 304  | 296  | 264  | 239  | 239  | 247  | 246  | 248  | 194  |

| 1962 | 1968 | 1975 | 1982 | 1990 | 1999 | 2006 | 2011 | 2016 |
| ---- | ---- | ---- | ---- | ---- | ---- | ---- | ---- | ---- |
| 191  | 180  | 158  | 121  | 125  | 97   | 93   | 84   | 101  |

| 2021 | 2022 | - | - | - | - | - | - | - |
| ---- | ---- | - | - | - | - | - | - | - |
| 98   | 93   | - | - | - | - | - | - | - |

## Économie
La commune se situe dans la zone géographique des appellations d'origine protégée (AOP) Beurre d'Isigny et Crème d'Isigny.

## Culture locale et patrimoine

### Lieux et monuments

#### Patrimoine civil
- Château de Beaumont-le-Richard : ancien château fort, du XIIe ou du début du XIIIe siècle, protégé partiellement au titre des monuments historiques[35].

- Manoir d'Écajeul du XVIe siècle. Les Écajeul sont une vieille et puissante famille catholique. Un Escajeul accompagne Guillaume le Conquérant lors de sa conquête de l'Angleterre et un Jehan d'Escajeul est lors des guerres de Religion, l'un des principaux ligueurs à La Folie et à Mestry (Castilly).

Le manoir construit au XVIe siècle, sera habité par cette famille d'Écajeul à partir du XVIIIe siècle. Son histoire, comme celle du manoir de Rouge-Fosse, est intimement liée au château de Beaumont-le-Richard, tout proche.
De l'ancien manoir, il subsiste le logis seigneurial, de plan rectangulaire, flanqué d'un appentis. Couvert d'ardoise, son toit est surmonté de trois grosses cheminées moulurées et ses combles s'éclairent par des lucarnes, certaines ouvragées, dont une, encadrée par des pilastres et surmontée d'un fronton triangulaire avec des animaux et acrotères, en son centre une coquille Saint-Jacques sculptée, et au sommet une sphère en pierre avec juste en dessous trois visages sculptés. Côté sud, au bout du toit, on peut voir un cadran solaire sculpté. Le manoir prend le jour par de nombreuses fenêtres dont deux fenêtres à meneaux. Voir également, au niveau de sa façade, deux portes cintrées.
- Manoir de Rouge-Fosse des XVIe – XVIIe siècles. Ancien fief des Canivet, famille noble du Bessin, en partie de confession protestante, le manoir du sieur de Rouge-Fosse, Pierre-Charles Canivet, a été construit entre le XVIe et le XVIIe siècle et son nom fait probablement référence à une sanglante bataille. Dans le milieu du XVIIIe siècle, la ferme est exploitée par la famille Legrand-Renouf.

Le logis avec les bâtiments agricoles et un petit mur, du côté jardin, sont disposés autour d'une cour fermée. On accède au manoir par un grand portail avec deux entrées et des arcs en pierre en anse de panier, comprenant une porte piétonne et une porte charretière surmontée d'une clef de voûte. Le logis seigneurial de plan rectangulaire est construit en pierre calcaire et couvert d'ardoise, tout comme le bâtiment se trouvant à gauche ayant la même hauteur, mais moins large. Le toit est surmonté de quatre grandes cheminées. Une tour, placée au centre du logis, qui s'éclaire par quatre fenêtres, dont deux à meneaux et en plein cintre, renferme un escalier. Les communs, alignés les uns aux autres, possèdent des portes cintrés. Un escalier en pierre extérieur permet de desservir un des bâtiments agricoles.
- Ferme Saint-Clair ou château d'Englesqueville sur la route côtière au lieu-dit des « fermes fortifiées ». Elle aurait été construite sur une ancienne place forte médiévale[38]. Au Moyen Âge, au moins deux fiefs ont existé à Englesqueville : celui d'Englesqueville et le fief d'Englesqueville-Percy. En 1642, Jean du Tertre, écuyer, possédait simultanément les deux seigneuries. Le château aurait pu être le fief de la famille Percy au moins du XIVe au XVIe siècle. Au début du XVIIIe siècle, le château est la possession de la famille de Faudoas, avec un certain Jacques Antoine Pierre de Faudoas, lieutenant du roi en Normandie et gouverneur des villes et château d'Avranches. Son fils, Marie Charles Antoine de Faudoas y nait en 1710. Les Faudoas conserveront le château jusqu'à la fin du XIXe siècle[39].

Les parties les plus anciennes datent de la fin du XVIe et d'autres du XVIIe siècle. Il est probable que le domaine à l'origine était entouré de fossés. On y accède aujourd'hui par un grand porche, du XVIIIe siècle, encadré de deux pilastres ronds. Le logis en L et les bâtiments agricoles sont disposés autour d'une cour carrée. Ils sont flanqués de deux hautes tourelles couvertes de calottes de pierre avec à leurs sommets des fenêtres avec un arc en plein cintre. Les ouvertures nombreuses sont encadrées de pierres de taille en calcaire. La porte d'entrée du logis est surmontée d'un fronton semi triangulaire sculpté. Sur la façade, on peut voir deux grandes fenêtres entourées chacune par deux grandes niches et au-dessus un fronton circulaire avec en son centre probablement un cadran solaire. Le toit, en ardoise, est surmonté par cinq cheminées.
- Le petit château d'Englesqueville : des vestiges d'une construction peu importante, appelée autrefois Le « petit château d'Englesqueville, sont situés au nord de la route départementale D514 bordant la falaise[24].

#### Patrimoine religieux
- Église Saint-Vigor du XIIe siècle.
- Chapelle du château de Beaumont.

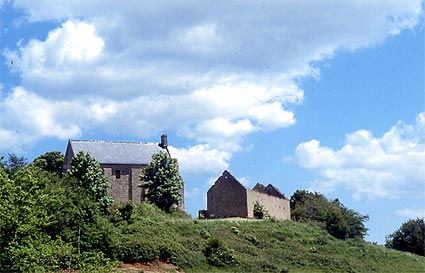
Le château de Beaumont-le-Richard.
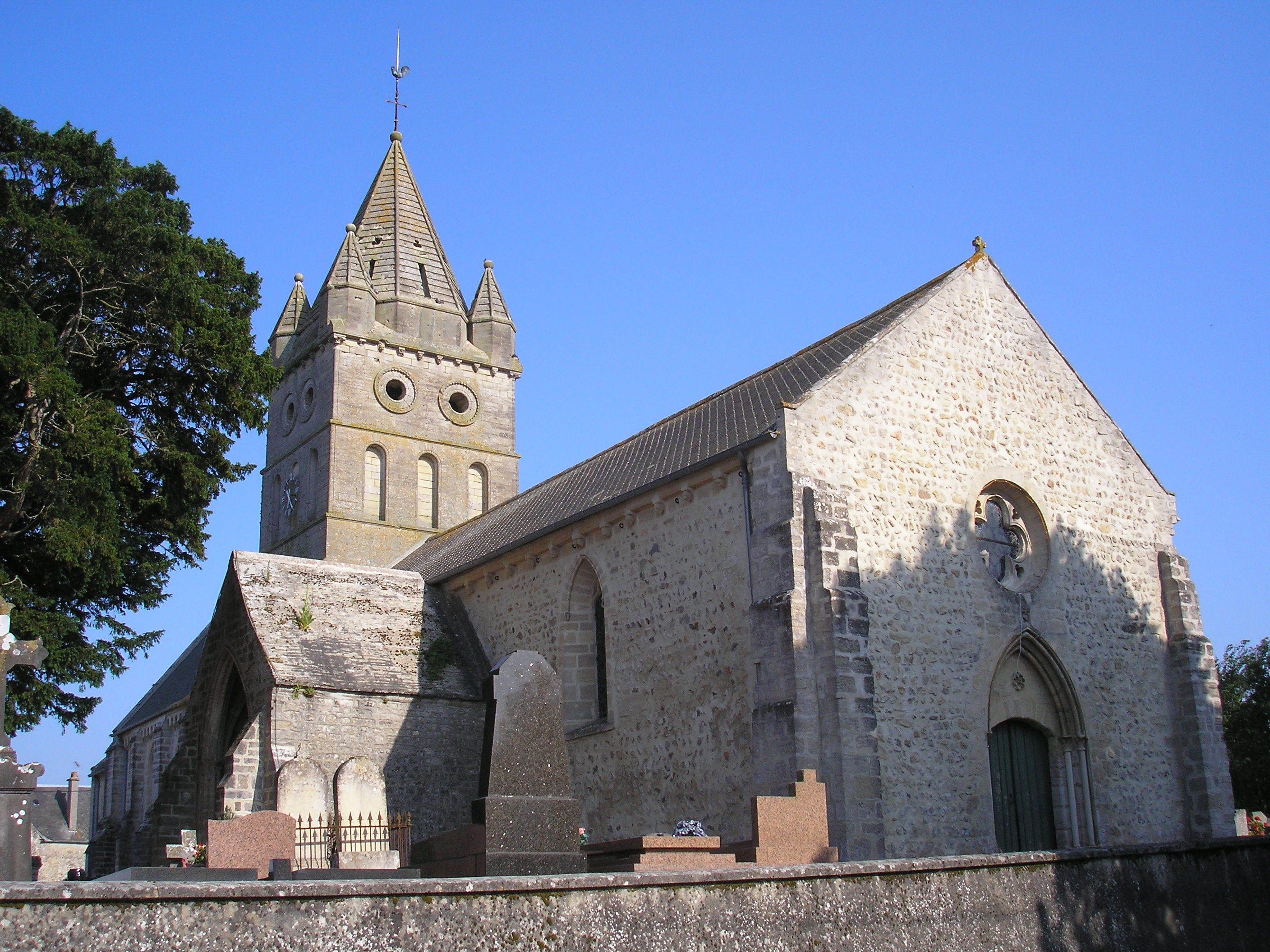
L'église Saint-Vigor.
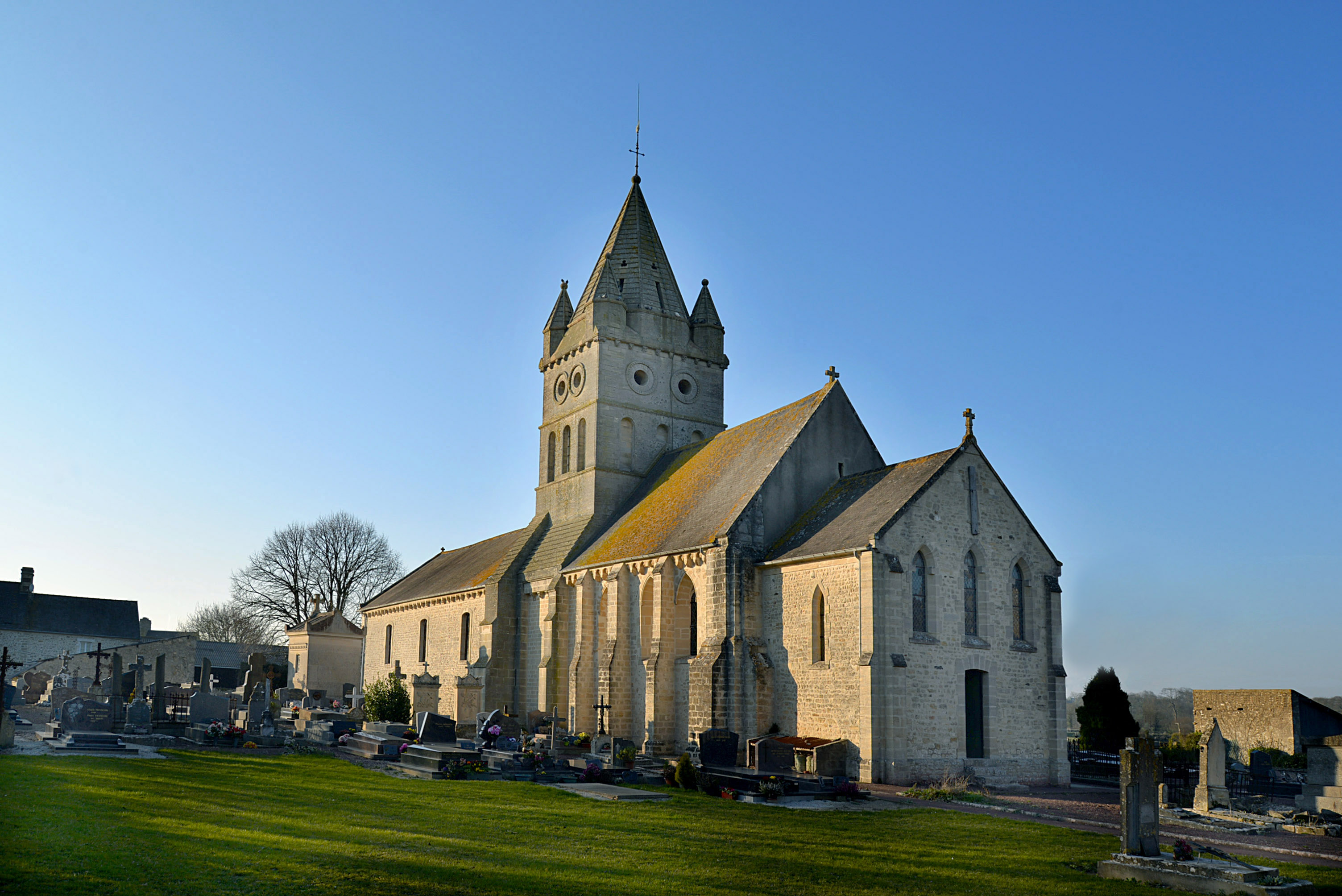
L'église Saint-Vigor. Vue sud-est.
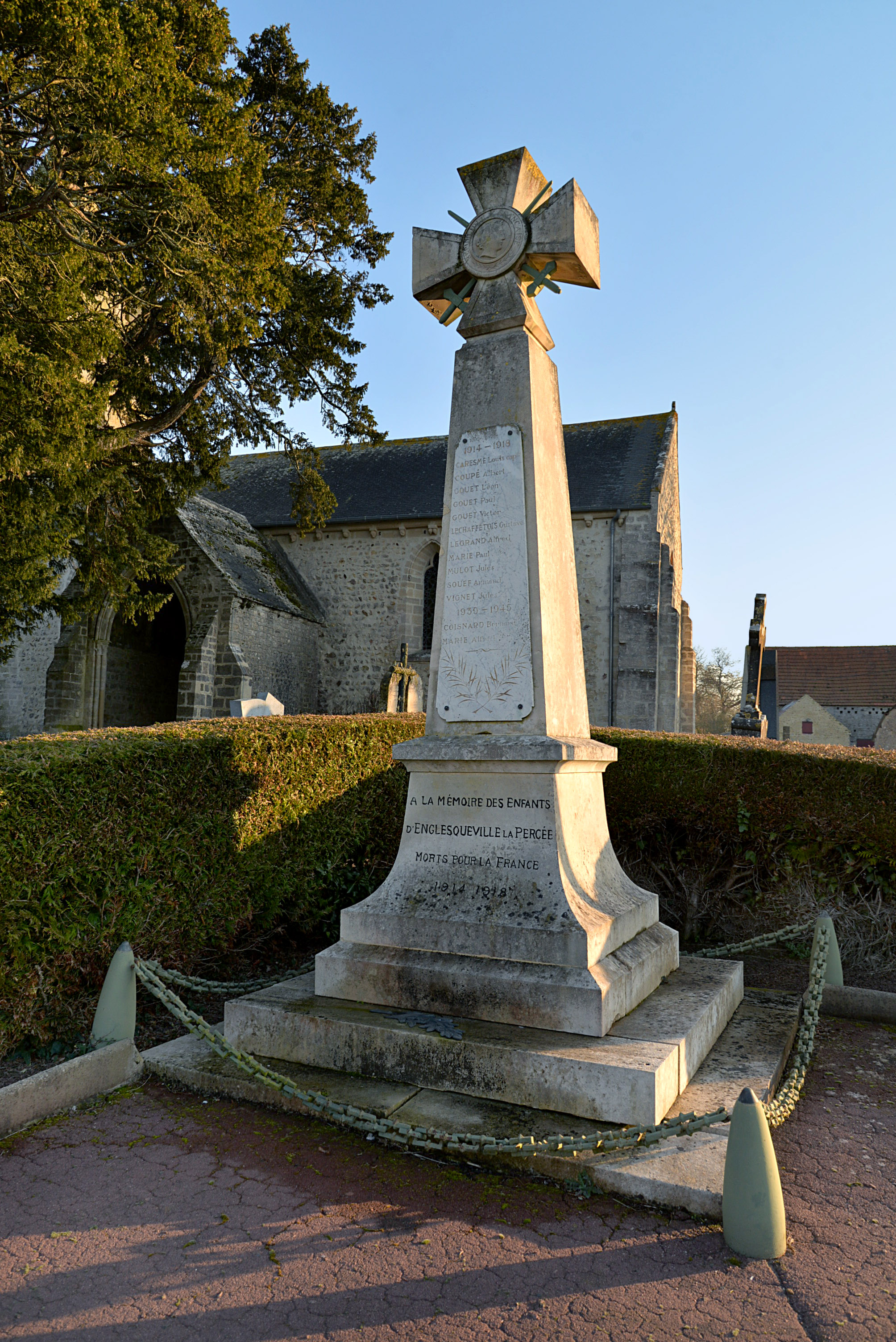
Le monument aux morts.